# Agnes van Ponthieu
Agnes van Ponthieu (-c1105) was de dochter van Gwijde I van Ponthieu en van Ada van Amiens. Zij huwde met Robert II van Bellême en werd de moeder van:
- Willem I (-1171)
- André
- Mabille.

Volgens middeleeuwse bronnen werd ze door haar man slecht behandeld.  Hij sloot haar op in het kasteel van Bellême. Zij wist te ontsnappen en vond in eerste instantie toevlucht bij gravin Adela van Blois. Later keerde zij terug naar Ponthieu. 